# 1925 en Inde
Chronologie de l'Inde
- 1921
- 1922
- 1923
- 1924
- 1925
- 1926
- 1927
- 1928
- 1929

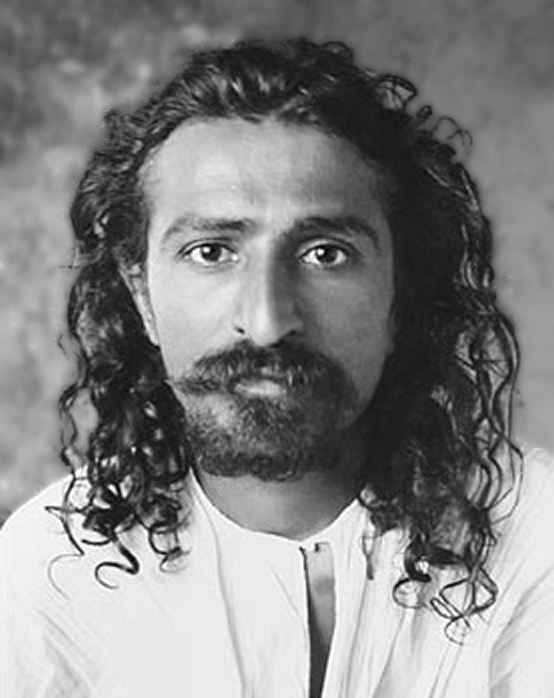
Le gourou Meher Baba se met au silence, qu'il ne rompra jamais jusqu'à sa mort, en 1969.

Cette page concerne les évènements survenus en 1925 en Inde  :

## Évènement
- Entrée en vigueur de l'amendement du droit pénal du Bengale (en).
- Émeutes en Inde
- 3 février : Le tout premier train électrique de l'Inde termine son voyage de Victoria Terminus à Kurla sur la Central Line (Chemin de fer suburbain de Bombay).
- 9 mars-1er mai : Guerre de Pink.
- 9 août : Conspiration de Kakori (en), également appelée Vol du train de Kakori.
- 26-28 décembre : Conférence communiste de Kanpur

## Cinéma
- De 11 films, en 1919, la production cinématographique indienne atteint 88 films.
- Le producteur Chandulal Shah (en), commence sa carrière avec le film Vimla.
- Le réalisateur V. Shantaram commence sa carrière en tant qu'assistant de Baburao Painter (en).
- Kulin Kanta (en), thriller muet du cinéma indien.
- Savkari Pash (en), mélodrame muet du cinéma indien.

## Création
- Association des universités indiennes
- Bethany Madhom (en), congrégation religieuse.
- District du Godavari oriental
- Loyola College
- Miroir du Tibet
- Parti communiste d'Inde
- Rashtriya Swayamsevak Sangh

## Dissolution
- Mouvement Akali (en)
- Parti travailliste Kisan de l'Hindoustan (en)

## Naissance
- Aarudhra (en), écrivain et poète.
- G. S. Amur (en), écrivain, professeur de littérature et critique.
- Guru Dutt, acteur et réalisateur.
- Wahiduddin Khan (en), chef religieux et militant pour la paix.
- Daasarathi Krishnamacharyulu (en), poète et écrivain.
- Pradeep Kumar (en), acteur.
- Raja Ramanna, scientifique du nucléaire.
- Kakarla Subba Rao (en), radiologue.
- Monkombu Swaminathan, généticien et agronome.

## Décès
- Gokulchandra Nag (en), écrivain.